# Mintändare 16
Mintändare 16 är en röjningsskyddad, fullbreddsutlösande mintändare avsedd för stridsvagnsmina 5 och används av svenska Försvarsmakten. Mintändaren är batteridriven och utlöses av de jordmagnetiska förändringar som uppstår när en stridsvagn eller något annat fordon passerar över tändaren. Tändaren utlöses även genom krossensorn om ett hjul eller band kör över den. Batterilivslängden är cirka fem månader efter utläggning.
Röjningskyddet som är inbyggt utlöser tändaren vid manuell eller mekanisk röjning. Röjningskyddet är tåligt mot elektroniska motmedel och är skyddat mot elektromagnetisk puls (EMP) och närliggande detonationer. Det går att använda minan som försåttändare för att initiera andra laddningar.
Mintändare 16 har en armeringstid på fyra minuter efter osäkring. Efter att mintändaren har automatiskt kalibrerat sig, har den full funktion åtta minuter efter att man har osäkrat den. Mintändaren kortsluter litiumbatteriet när energin inte längre är tillräcklig för funktion. Mintändaren fungerar nergrävd till max 15 cm maskeringsdjup.
Mintändaren är inte återsäkringsbar. Mintändaren måste röjas på plats genom sprängning. Ferromagnetiska föremål får inte föras in inom en radie av en meter från mintändaren.

## Minlådan
Minlådan innehåller 10 tändare och väger 15 kg.